# GOOD Music
GOOD Music公司是一間由坎耶·韦斯特於2004年成立的美國唱片公司。2015年11月，坎耶·韦斯特任命普沙·T接替他担任公司总裁。
約翰·傳奇、凡夫俗子和韦斯特都是該公司最初擁有的歌手

## 備註
1. ↑  為「Getting Out Our Dreams」的縮寫。

## 外部連結
- 官方网站